# 歌のビッグステージ (NET系)
『歌のビッグステージ』（うたのビッグステージ）は、1971年6月23日から同年12月29日までNET系列局で放送されていたNETテレビ（現・テレビ朝日）製作の音楽番組である。放送時間は毎週水曜 20:00 - 20:56 （日本標準時）。
石坂浩二が司会を務めていた。

## 放送局
- NETテレビ（製作局）
- 北海道テレビ
- 福島中央テレビ
- 中京テレビ
- 毎日放送
- 岡山放送
- 広島ホームテレビ
- 瀬戸内海放送
- 九州朝日放送

| NET系列 水曜20:00枠                                 | NET系列 水曜20:00枠                                   | NET系列 水曜20:00枠                             |
| 前番組                                              | 番組名                                                | 次番組                                          |
| --------------------------------------------------- | ----------------------------------------------------- | ----------------------------------------------- |
| 歌のグランドヒットショー （1968年10月 - 1971年6月） | 歌のビッグステージ （1971年6月23日 - 1971年12月29日） | ベスト30歌謡曲 （1972年1月5日 - 1974年9月25日） |

| スタブアイコン | サブスタブ | この項目は、まだ閲覧者の調べものの参照としては役立たない、テレビ番組に関連した書きかけの項目です。この項目を加筆・訂正などしてくださる協力者を求めています（P:テレビ/PJ:放送または配信の番組）。 |